# (6249) Jennifer
(6249) Jennifer est un astéroïde de la ceinture principale, de la famille de Hungaria, également aréocroiseur.

## Description
(6249) Jennifer est un astéroïde de la ceinture principale, de la famille de Hungaria. Il présente une orbite caractérisée par un demi-grand axe de 1,91 UA, une excentricité de 0,14 et une inclinaison de 28,1° par rapport à l'écliptique.
Il est nommé d'après l'actrice américaine Jennifer Jones.

## Compléments